# Strateški svet za digitalizacijo
Strateški svet za digitalizacijo je posvetovalno telo predsednika Vlade Republike Slovenije, ki svetuje in pripravlja predloge potrebnih sprememb na področju digitalizacije v Republiki Sloveniji, predvsem na področju gospodarstva in javne uprave. Opredeljena so bila različna področja digitalizacije, med katerimi so kibernetska varnost in umetna inteligenca. Svet je poklican tudi za izdajanje mnenj, predlogov in pravnih aktov - z namenom spodbujanja digitalizacije. Svet je bil ustanovljen na 198. dopisni seji 14. vlade Republike Slovenije, ki je potekala 10. aprila 2021. Svet vodi predsednik, katerega mandat je vezan na mandat predsednika vlade. V svetu sodeluje več strokovnjakov, ki sodelujejo brezplačno.

## Sestava

### 14. vlada Republike Slovenije
Predsednik: Mark Boris Andrijanič
Člani: Daniel Avdagič, Marko Bajec, Julij Božič, Tomaž Gornik, Marko Grobelnik, Darja Grošelj, Andraž Kastelic, Jure Knez, Miha Lavtar, Jure Leskovec, Medeja Lončar, Gregor Macedoni, Andrej Mertelj, Maja Mikek, Ajša Vodnik, Jure Mikuž, Nejc Novak, Marko Pavlišič, Gregor Pipan, Mark Pleško, Matej Potokar, Emilija Stojmenova Duh, Irena Nančovska Šerbec, Sonja Šmuc, Aleš Špetič, Matej Tomažin, Andraž Tori, Žiga Turk, Žiga Vavpotič in Igor Zorko